# Aventures policières
Aventures policières est une collection de romans policiers, créée en 1937 par les éditions Rouff.

## Historique
Cette petite collection est parue en 1937 et 1938 au rythme d'un fascicule hebdomadaire de trente-deux pages.
Les auteurs sont français et britanniques.
Les illustrations sont de Jean Saunier et de Henri Armengol.

## Liste des titres
- 1. Le Meurtre de la rue Hastings par C. H. Wade
- 2. Le Ticket de métro par Émile Pagès
- 3. Le Drame du Studio 5 par René Duchesne
- 4. Le Criminel mystérieux par Juliane Ossip
- 5. La Victime endormie par Charlotte Dockstader
- 6. Le Drame du mas d'Orsans par Paul Darcy
- 7. La Bande du marquis par Michel Nour
- 8. Le Mystère de la vallée de Chevreuse par Pierre Monnot
- 9. La Huitième Édition par Nelson Dream
- 10. L'Anneau de verre par Delphi Fabrice
- 11.  Blazac, cambrioleur amateur par René Duchesne
- 12. Dans les griffes des gangsters par Jacques Faure
- 13. Les Sept et demi par Jean Créteuil
- 14. Cent mille francs ont disparu par Paul Darcy
- 15.  Qui a tué ? par Pierre Monnot
- 16. La Cachette mystérieuse par Frédéric B. Hamilton
- 17.  L'Affaire du rapide 23 par Eck Bouillier
- 18. L'Attaque du pont de Sèvres par Léonce Prache
- 19. Un cri dans le brouillard par Félix Léonnec
- 20. Le Marchand de pain d'épice par Jonathan B. Cumberly
- 21. Le Vol de la banque Merville par Robert Lortac
- 22. Le Geste accusateur par Émile Pagès
- 23. L'Agent HV 16 du 2e Bureau par René Duchesne
- 24. La Vengeance du singe par Lonsdale Thornston
- 25. L'Étrange Idée de l'inspecteur Ward par Jacques Faure
- 26. La Ferme rouge par Jean Laurent
- 27. L'Agence Bakerson par Eck Bouillier
- 28.  L'Homme double par Gabriel H. Massingham
- 29. L'Affaire Daby par Léon Tessé
- 30.  Les Vingt Mètres de corde par Léonce Prache
- 31. L'Inconnu de la nuit tragique par Michel Nour
- 32.  La Statuette d'or par Juliane Ossip
- 33.  L'Étoile des gangsters par Marguerite Geestelink
- 34. Monsieur Bisouard a disparu par Max Danset
- 35. La Boîte de fer-blanc par Michel Nour
- 36. Le Collier de perles par Bryan Preston
- 37. Le Tableau de Van Dyck par Paul Darcy
- 38. Le Mystère du rapide par Félix Leonnec
- 39. Les Bijoux du Grand-Duc par Félix Celval
- 40. Le Mannequin de cire par Stanley Slinger